# Johann Nicolaus Friedrich Brauer

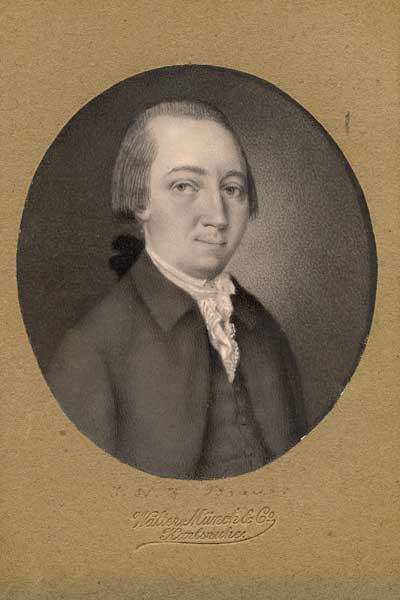
Johann Nicolaus Friedrich Brauer

Johann Nicolaus Friedrich Brauer (* 20. Februar 1754 in Büdingen; † 17. November 1813 in Karlsruhe) war ein badischer Beamter und Politiker.

## Herkunft und Familie
Brauer entstammte einer niedersächsischen Familie; sein Großvater Johann Justus Brauer (1678–1737) war Apotheker in Diepholz, wo er mit seiner Ehefrau Catherina Margareta, geborene Frieße, niedergelassen war. Der Vater Christoph Friedrich Brauer (1714–1782) begab sich nach dem Studium der Rechtswissenschaft in die Dienste des Grafen von Isenburg-Wächtersbach, wurde 1741 Hofmeister des Grafen von Erbach-Schönberg und 1743 Erster Rat, Kanzleidirektor und Archivar der gräflich-ysenburgischen Regierung in Büdingen. Als Brauer 12 Jahre alt war, siedelte der Vater mit ihm in die Residenz Offenbach über, wo er zum Geheimen Rat des Fürstentums Isenburg-Birstein berufen worden war. Die Mutter Sabine, geborene Rücker, war die Tochter des Frankfurter Bürgermeisters Johann Nikolaus Rücker und der Anna Margarete, geborene Vorstatt, und war bereits 1752 verstorben.
Brauer heiratete in erster Ehe Friederike (1773–1800), Tochter des Friedrich Helwig Hemeling, Sekretär der fürstlich-isenburgischen Rentkammer, und der Joh. Salome Bürcklin (6 Kinder). In zweiter Ehe heiratete er Luise (1778–1832), Tochter des Friedrich Wilhelm Preuschen, Amtmann des Oberamtes Karlsruhe, und der Ernestine Juliana, geborene Ottmann. Von den drei Kindern dieser Ehe wurde (Johann Emanuel Friedrich) Wilhelm (1809–1890) Jurist und im badischen Verwaltungsdienst tätig. (Christian Wilhelm Ludwig) Eduard Brauer (1811–1871) trat als Jurist ebenfalls in den badischen Verwaltungsdienst ein. Als Dichter verfasste er vor allem Gedichte.

## Bildungsgang und Tätigkeit
Brauer studierte in Gießen und Göttingen Rechtswissenschaften. Im Jahr 1774 trat er in den badischen Staatsdienst ein. Im Jahr 1775 war er Assessor, 1777 wirklicher Hof- und Regierungsrat und 1788 Geheimer Hofrat. Er war seit 1790 Hofratsdirektor und als Referendar in den katholischen geistlichen Angelegenheiten Mitglied im Geheimen Ratskollegium, allerdings noch mit eingeschränkter Beteiligung. Im Jahr 1792 wurde Brauer dann zum wirklichen geheimen Rat im Geheimen Ratskollegium, dem noch nicht in Ressorts untergliederten Kabinett Karl Friedrichs von Baden, und Direktor des lutherischen Kirchenrats ernannt. Seit 1790 für den baden-badischen Landesteil, seit 1793 dann für beide Landesteile oblag Brauer auch die Oberaufsicht über das Schulwesen. Während der Rheinbundzeit war Brauer zeitweise der führende Politiker Badens. Nach den Reformen der Verwaltung übernahm Brauer 1807 in dem als Polizeidepartement bezeichneten Innenministerium die Leitung. Ein Jahr später wurde er stellvertretender Minister im Justizdepartement und Mitglied des Staatsrates. Im Jahr 1810 war er Ministerialrat und stellvertretender Minister im Außenministerium. Seit 1811 war Brauer referierender Kabinettsrat im Innen- und Außenministerium. Brauer war wichtiger Ratgeber von Karl Friedrich sowie Karl Ludwig Friedrich von Baden. Lediglich in der Regierungszeit von Sigismund von Reitzenstein 1809/10 verlor er zeitweise an Einfluss.
Bereits seit 1789 war Brauer maßgeblich an der Erarbeitung zahlreicher wichtiger Gesetze beteiligt. Im Zuge der Säkularisation und Mediatisierung nach 1803 hat er die Eingliederung der neuen Landesteile wesentlich mitgeprägt. Auch die Reformgesetze in der ersten Phase der Rheinbundzeit ab 1806 gingen wesentlich auf Brauer zurück. Von zentraler Bedeutung war Brauers Rezeption des Code civil und dessen Umarbeitung auf die badischen Verhältnisse. Als badisches Landrecht trat das Gesetzeswerk 1810 in Kraft und galt bis 1899. Ein erster badischer Verfassungsentwurf von 1809, der ebenfalls auf Brauer zurückgeht, wurde nicht umgesetzt. Bis zu seinem Tode war Brauer weiterhin mit der badischen Verfassungsreform befasst, erlebte jedoch den Abschluss des Verfassungsprojekts von 1818 unter Karl Ludwig Friedrich von Baden nicht mehr. Für seine Verdienste, insbesondere um die Reform der Universität Heidelberg, erhielt er von dieser 1803 die juristische Ehrendoktorwürde.
Neben seiner Tätigkeit im Staatsdienst war Brauer auch als Autor und Herausgeber vielfältig tätig. Darunter sind seine Erläuterungen über den Code Napoléon in sechs Bänden (Karlsruhe 1809–1812). Außer juristischen Schriften war er auch Verfasser theologischer Werke und sogar von Kirchenliedern. Brauer hatte Kontakt zu Johann Peter Hebel sowie Johann Heinrich Jung-Stilling.

## Brauersche Rubriken
„Maßgeblich verantwortlich für die Organisation des Archivwesens […] – war der Geheime Rat Johann Nikolaus Friedrich Brauer (1754–1813): Seine bereits 1801 geschaffene Archivordnung sollte die Arbeit sowohl im Generallandesarchiv als auch in den Registraturen der badischen Behörden für ein Jahrhundert bestimmen und bis in die Gegenwart fortwirken.“ Die bis heute in den Findbüchern des Generallandesarchivs Karlsruhe anzutreffenden Brauerschen Rubriken, die alles Schriftgut in Sachgruppen von A–Z ordneten, sind eines der herausragendes Beispiele für eine auf dem Pertinenzprinzip beruhende Archivsystematik.

## Schriften
- Abdruck des in angemaßter Klagsache der Stadt Baden wider des Herrn Markgrafen von Baden (...) gewechselten Schriften. 2 Theile. Carlsruhe 1780.
- Ausführung derer von hochlöbl. Kaiser und Reichshofrath in voriger Sache zugefügten besonderen und allgemeinen Beschwerden. Carlsruhe 1780.
- Abhandlung zur Erläuterung des Westphälischen Friedens. Band 1: Offenbach 1782, Band 2: ebda. 1784. Band 3: Abhandlung von dem Entscheidtag und dessen Einfluß auf eingezogenes oder stehendes mittelbares Kirchengut beider R. Religionen, zur Erläuterung des 2ten, sodann25. Und 26. § des 5. Artikels des Westphälischen Friedens. Nebst einer Einleitung von dem Friedensschlußmäßigen Distinctiv-Charakter der öffentlichen und Privat-Religionsübung der Unterthanen. Offenbach 1785.
- Wesentlicher Inhalt des beträchtlichen Theils der neueren Markräflich-Badischen Gesetzgebung oder alphabetischer Auszug aus den in den Carlsruher und Rastatter Wochenblätter befindlichen, auch andern noch nicht gedruckten badischen Verordnungen. Karlsruhe 1782.
- Beweis der Landsäßigkeit des Lehens der Vasallen von Gemmingen im Hagenschieße, nebst der Geschichte des darüber entstandenen Processes zwischen dem Hrn. Markgrafen von Baden und der Reichsritterschaft, Orts am Neckar, Schwarzwald und Ortenau. Karlsruhe 1784.
- Beytrag zur teutschen Landstaatslehre. Rechtliches Bedenken über den Abdruck des Klägerischen Gegenberichts in Sachen mehrerer Bürger der Stadt Baden gegen den Hrn. Markgrafen zu Baden hochf. Durchl. Puncto Mandati angebliche Religionsbeschwerden betreffend. Karlsruhe 1786.
- Markgräfl. Badische Physikatsordnung und Instruction. Karlsruhe 1793.
- Markgräfl. Badische Hofrathsordnung und Instruction. Karlsruhe 1794.
- Markgräfl. Badische Kirchenrathsordnung und Instruktion. Karlsruhe 1797.
- Markgräfl. Badische Büchercensurordnung. Karlsruhe 1797.
- Geschichtliche Darstellung der Schirms- und Subjections-Verhältniße des  Markgräfl. Badischen zur Grafschaft Eberstein gehörigen Klosters Frauenalb und des Hochfürstl. Badischen Verhaltens in dem von dem Kloster deßfalls erregten Prozeß zur Ablehnung der klösterlichen Vorwürfe, als ob man anhaltende Zudringlichkeiten wider dasselbe und einer Verachtung kaiserl Jurisdiction hochfürstl. Seits sich schuldig gemacht habe. Mit einem Urkundenanhang. Karlsruhe 1897.
- Panteidolon chroneicon oder Gedanken eines Südländers über europäische Religionsschriften, Aufklärungsweisheit und glänzende Aussichten der Kirche; herausgegeben von einem Reisenden zum Nutzen und Frommen seiner Landsleute. Christianstadt (Frankfurt a. M.) 1797.
- Markgräfl. Badische Kirchencensurordnung. Karlsruhe 1798.
- Gedanken über einen Kirchenverein beider protestantischen Religionspartheien. Karlsruhe 1803.
- Das Christenthum ist Regierungsanstalt; ein Wort für unsere Zeiten. Leipzig 1807.
- Beyträge zu einem allgemeinen Staatsrecht der rheinischen Bundesstaaten in fünfzig Sätzen. Karlsruhe 1807.
- Erläuterungen über den Code de Napoleon und die Großherzogl. Badische bürgerliche Gesetzgebung. Bd. 1–3, Karlsruhe 1809, Bd. 3, ebda. 1811, Bd. 4, ebda. 1813.
- Jahrbücher der Gesetzgebung und der Rechtswissenschaft des Großherzogthums Baden (mit Karl Salomon Zachariä). Bd. 1, 1813.

Außer juristischen bzw. kirchenrechtlichen Schriften verfasste Brauer auch einzelne Abhandlungen, Gedichte und Lieder, so in:
- Michael Macklot (Hrsg.): Journal für theologische Literatur, 5. und 6. Stück, Jahrgang 1801. Karlsruhe 1801.
- Ernst Ludwig Posselt (Hrsg.): Wissenschaftliches Magazin, Bd. 1, Heft 4, Jacobäer, Leipzig 1785.
- Johann Ludwig Ewald (Hrsg.): Christliche Monatsschrift zur Stärkung und Belebung des christlichen Sinns. Leipzig 1802, 1804.
- Gesetze und Herkommen, in: Michael Macklot (Hrsg.): Magazin von und für Baden. Carlsruhe 1802, S. 231–284.
- Gedichte, in: Michael Macklot (Hrsg.): Oberrheinische Mannigfaltigkeiten. Eine gemeinnützige Wochenschrift. Johann Jacob Thurneysen, Basel
- Lieder, in: Neues Badisches Gesangbuch zur Beförderung der öffentlichen und häuslichen Andacht. Müller, Kehl 1786, Karlsruhe 1806.